# De to Forældreløse
De to Forældreløse er en amerikansk stumfilm fra 1921 af D. W. Griffith.

## Medvirkende
- Lillian Gish som Henriette Girard
- Dorothy Gish som Louise
- Joseph Schildkraut som de Vaudrey
- Frank Losee som de Linières
- Catherine Emmet
- Morgan Wallace som Marquis de Praille
- Lucille La Verne som Frochard
- Frank Puglia som Pierre Frochard
- Sheldon Lewis som Jacques Frochard